# Pfalzi Erzsébet tiroli grófné
Pfalzi Erzsébet Sarolta (Amberg, 1381. október 27. – Innsbruck, 1408. december 31.) pfalzi hercegnő, házassága révén osztrák hercegné és tiroli grófné.

## Élete
Édesapja Rupert (1352–1410) német király és pfalzi választófejedelem, II. Rupert rajnai palotagróf (*1325-1398) és Szicíliai Beatrix fia. 1407. december 24-én  ment hozzá IV. Frigyes osztrák herceghez Innsbruckban, majd egy év múlva meghalt.

## Testvérei
1. Rupert (1375. február 20., Amberg – 1397. január 25., Amberg).
2. Frigyes (kb. 1377, Amberg – 1401. március 7., Amberg).
3. III. Lajos rajnai palotagróf (1378. január 23. – 1436. december 30., Heidelberg).
4. János neumarkti palotagróf (1383, Neunburg vorm Wald – 1443. március 13/14.)., fia: III. Kristóf dán király
5. István simmerni palotagróf (1385. június 23. – 1459. február 14., Simmern).
6. I. Ottó mosbachi palotagróf (1390. augusztus 24., Mosbach – 1461. július 5.).
7. Margit (1376 – 1434. augusztus 27., Nancy), 1394-ben hozzáment II. Károly lotaringiai herceghez.
8. Ágnes (1379 – 1401, Heidelberg), Heidelbergben ment hozzá, röviddel 1400 márciusa előtt Klevei Adolfhoz.
9. Erzsébet